# GM・EV1

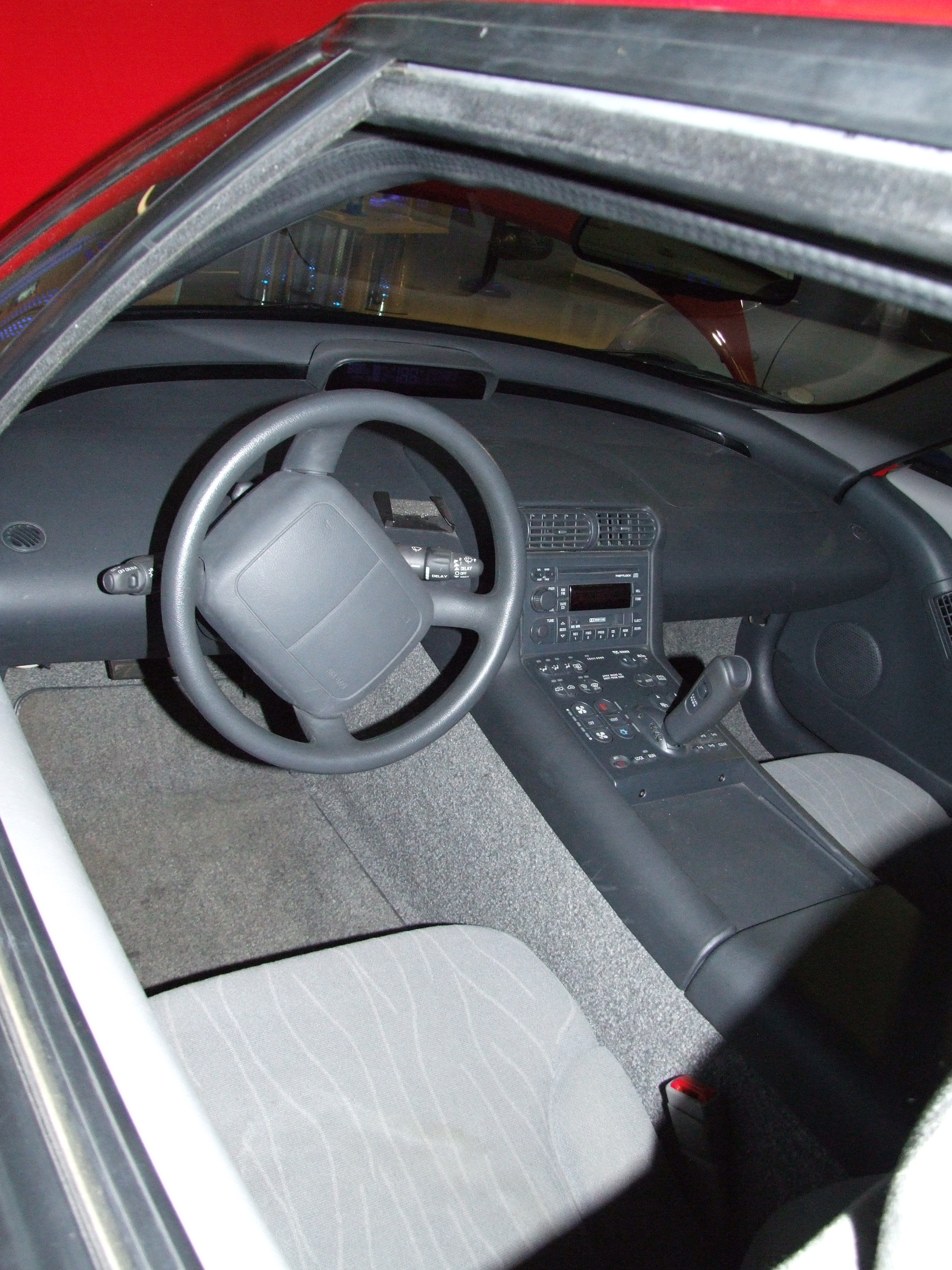
EV1の室内

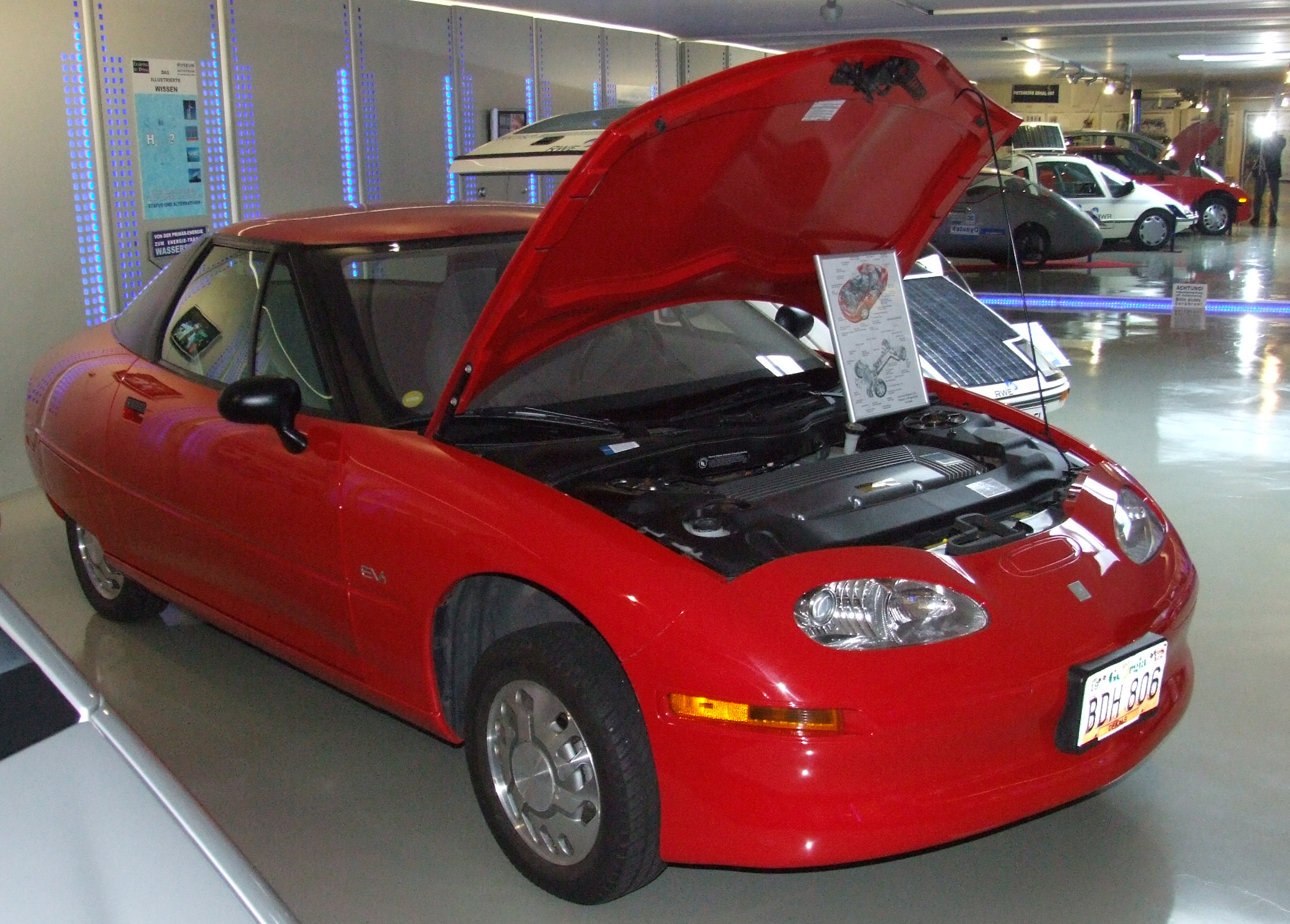
展示されているEV1

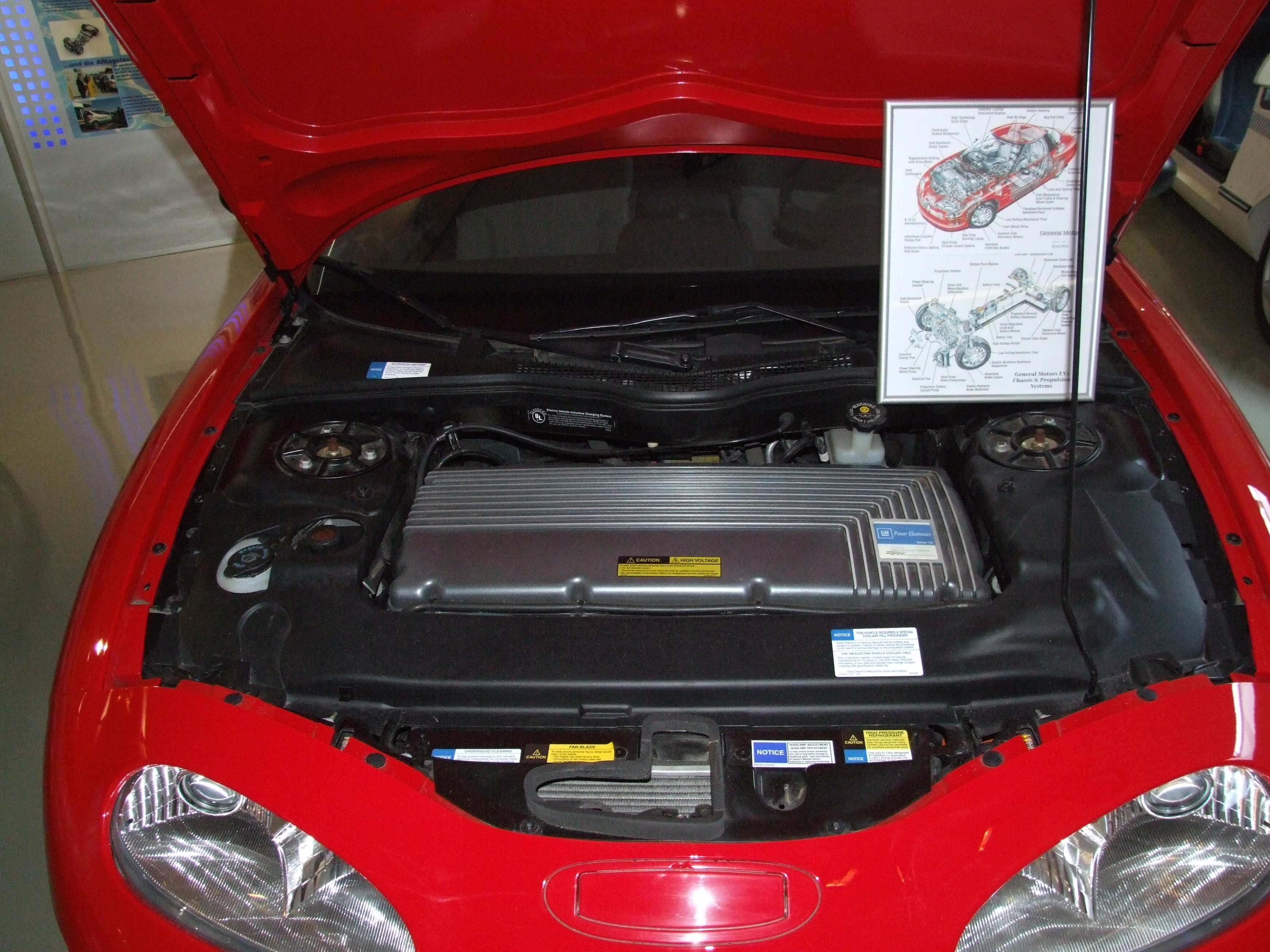
EV1の内部

EV1（General Motors EV1）は、アメリカ合衆国の自動車メーカー、ゼネラルモーターズ（GM）が開発した電気自動車（EV）である。

## 概要
EV1のプロトタイプである「インパクト」（Impact）は、1990年6月にロサンゼルスモーターショーに出品された。ゼロエミッション車（ZEV）として登場した同車は、カリフォルニア州における大気汚染を減らすために製造された。ZEVは米国自動車生産者協会各社や、トヨタ（RAV4 EV）、日産自動車、本田技研工業からも出品された。
ZEV法は当初、1998年に主要自動車会社7社に対してカリフォルニア州で販売される自動車の2 %、2003年には10 %をZEVとすることを義務づけるものであった。
GMはEV1を一般販売せず、リース方式による供給に限定した。バッテリーに鉛蓄電池を搭載した1997年モデルは650台生産されたが、1999年に充電ケーブルから出火する恐れがあることが発覚したため、同年からニッケル水素蓄電池に変更された。
2003年末、GMは公式にEV1の計画を中止した。GMの内部研究の結果、電気自動車は寒冷地では1充電あたりの走行距離が50 %下がることが判明した。またZEV法についても徐々に骨抜きにされ、製造コストが高い電気自動車を開発・販売する利点は徐々に薄れていった。その動きは他の州にも広がりつつあった。
ウォールストリート・ジャーナルではEV1を失敗作と評した。その理由には技術的に未熟だったことが挙げられる。一方、映画『誰が電気自動車を殺したか?』ではEV1を進歩的な傑作としてとらえ、EV1計画を中止したGMを強く批判している。電気自動車の燃費指標であるMPGeにおいて、EV1は205 MPGeという数値を叩き出しており、テスラ・モデルS（98 MPGe）や日産・リーフ（128 MPGe）と比較しても高い効率を誇っていた。

## 1996年型
660台が生産された。鉛蓄電池を使用していた。色は濃緑、赤、銀の各色が用意されていた。デルファイ・コーポレーションの53 Ah (16.5 kWh)、312 Vの鉛蓄電池を搭載していた。

## 1999年型
当初は60 Ah (18.7 kWh)、312 Vのパナソニックの鉛蓄電池を使用していたが後に77 Ah (26.4 kWh)、343 Vのオボニックス社のニッケル水素蓄電池を搭載した。

### EV1 CNG
圧縮天然ガスを使用した派生系もあった。スズキの排気量1リットルの3気筒エンジンを改造していた。エンジンは毎分5500回転で75馬力だった。天然ガスの充填には4分かかった。停止状態から時速60マイル（96.6 km/h）まで11秒だった。

## 経済性
リースの費用は33,995から43,995ドルと見積もられた。1か月あたり299から574ドル以上である。公式発表によるとEV1一台あたりの費用は研究開発費他込みで80000ドルだった 。